# 13 км (зупинний пункт, Придніпровська залізниця)
13 км — пасажирський залізничний зупинний пункт Кримської дирекції Придніпровської залізниці на неелектрифікованій лінії Джанкой — Владиславівка між станціями Джанкой (13 км) та Азовська (8 км). Розташований в селі Кіндратове Джанкойського району Автономної Республіки Крим.

## Пасажирське сполучення
На платформі 13 км зупиняються приміські поїзди сполученням:
- Армянськ — Феодосія;
- Джанкой — Феодосія / Керч.